# Primera División Uruguaya 1978
Il campionato era formato da dodici squadre e il Peñarol vinse il titolo. Non vi furono retrocessioni.

## Classifica finale
| Pos. | Squadra              | G  | V  | N  | P  | GF | GS | Punti |
| ---- | -------------------- | -- | -- | -- | -- | -- | -- | ----- |
| 1    | Peñarol              | 22 | 17 | 5  | 0  | 70 | 22 | 39    |
| 2    | Nacional             | 22 | 16 | 4  | 2  | 50 | 20 | 36    |
| 3    | Fénix                | 22 | 9  | 6  | 7  | 34 | 31 | 24    |
| 4    | Defensor             | 22 | 7  | 7  | 8  | 28 | 34 | 21    |
| 5    | Montevideo Wanderers | 22 | 8  | 4  | 10 | 29 | 25 | 20    |
| 6    | Danubio              | 22 | 6  | 8  | 8  | 29 | 38 | 20    |
| 7    | Sud América          | 22 | 6  | 7  | 9  | 24 | 29 | 19    |
| 8    | Cerro                | 22 | 6  | 7  | 9  | 24 | 35 | 19    |
| 9    | Rentistas            | 22 | 6  | 6  | 10 | 27 | 33 | 18    |
| 10   | Huracán Buceo        | 22 | 5  | 8  | 9  | 24 | 40 | 18    |
| 11   | Bella Vista          | 22 | 3  | 11 | 8  | 23 | 34 | 17    |
| 12   | Liverpool            | 22 | 3  | 7  | 12 | 20 | 41 | 13    |

G = Partite giocate; V = Vittorie; N = Nulle/Pareggi; P = Perse; GF = Goal fatti; GS = Goal subiti; 

## Classifica marcatori
| Gol |  |  | Giocatore       | Squadra |
| --- |  |  | --------------- | ------- |
| 36  |  |  | Fernando Morena | Peñarol |